# Cyclaulax flexuosus
Cyclaulax flexuosus är en stekelart som först beskrevs av Szepligeti 1902.  Cyclaulax flexuosus ingår i släktet Cyclaulax och familjen bracksteklar. Inga underarter finns listade i Catalogue of Life.